# (73884) 1997 EG
(73884) 1997 EG – planetoida z pasa głównego asteroid okrążająca Słońce w ciągu 3 lat i 154 dni w średniej odległości 2,27 j.a. Została odkryta 1 marca 1997 roku.